# Kishinouyeum cornutus
Kishinouyeum cornutus är en bönsyrseart som beskrevs av Zhang 1988. Kishinouyeum cornutus ingår i släktet Kishinouyeum och familjen Mantidae. Inga underarter finns listade i Catalogue of Life.